# Moundridge
Moundridge es una ciudad ubicada en el condado de McPherson en el estado estadounidense de Kansas. En el año 2010 tenía una población de 694 habitantes y una densidad poblacional de 643,33 personas por km².

## Geografía
Moundridge se encuentra ubicada en las coordenadas 38°12′9″N 97°31′7″O / 38.20250, -97.51861 (38.202497, -97.518506).

## Demografía
Según la Oficina del Censo en 2000 los ingresos medios por hogar en la localidad eran de $37,644 y los ingresos medios por familia eran $44,934. Los hombres tenían unos ingresos medios de $34,038 frente a los $20,223 para las mujeres. La renta per cápita para la localidad era de $19,263. Alrededor del 4.7% de la población estaban por debajo del umbral de pobreza.